# Vennaskond
Vennaskond é uma banda estoniana de punk rock formada em 1984 na cidade de Tallinn.

## Integrantes
- Tony Blackplait – vocal
- Gunnar Kõpp – guitarra
- Roy Strider – guitarra
- Hedwig Allika – violino
- Ed Edinburgh – baixo
- Anneli Kadakas – percussão
- Henry Leppnurm – percussão

## Discografia
Álbuns de estúdio
- 1991: Ltn. Schmidt'i pojad
- 1992: Rockipiraadid
- 1993: Usk. Lootus. Armastus.
- 1993: Vaenlane ei maga
- 1994: Võluri tagasitulek
- 1995: Inglid ja kangelased
- 1996: Mina ja George
- 1997: Reis Kuule
- 1999: Warszawianka
- 2001: Ma armastan Ameerika
- 2001: News from Nowhere
- 2003: Subway
- 2005: Rīgas Kaos

Compilações
- 1999: Priima